# Дебабов, Дмитрий Георгиевич
Дмитрий Георгиевич Дебабов (1899, Московская губерния — 1949, Москва) — советский фотограф и журналист.

## Биография
Дмитрий Дебабов родился в деревне Кончеево под Москвой 4 ноября 1899 в семье рабочего гвоздильного завода.
Окончив четыре класса училища в 1914 году, Дебабов поступил на работу на завод Бромлея (позднее «Красный пролетарий») учеником токаря.
В 1921—1925 годах он актёр «Первого рабочего театра Пролеткульта», руководителем которого в то время был Сергей Эйзенштейн. Именно Эйзенштейн побудил Дебабова заняться фотографией.
Окончил Государственный институт кинематографии в 1930 году по специальности «режиссёр-оператор».
Его первые фотографии публикуются на страницах газет «Молодой Линеец», «Рабочая Москва», «Вечерняя Москва» и др.
В начале 1930-х годов Д.Дебабов становится профессиональным фотожурналистом, а с 1933 года фотокорреспондентом газеты «Известия».
Много снимал на Севере: Арктику, Заполярье, Нарымская тайга, Чукотка, вулканы Камчатки, Таймыр, Дудинка, Бухта Тикси, остров Врангеля и др.
В годы Великой Отечественной войны Д.Дебабов в качестве фотографа участвовал в полярных экспедициях в Баренцевом и Беринговом морях.
Ушел из жизни Д. Г. Дебабов 11 сентября 1949 года. Причиной смерти стал укус ядовитого насекомого во время его очередной командировки в Енисейскую тайгу.

## Публикации в книгах
- «Антология Советской фотографии, 1917—1940» Издательство ПЛАНЕТА, Москва 1986
- PROPAGANDA & DREAMS, Edition Stemmle 1999 ISBN 3-908161-80-0